# Andobana
Andobana é um gênero de traça pertencente à família Arctiidae.

## Espécies
- Andobana duchesnei (Viette, 1959)
- Andobana multipunctata (Druce, 1899)